# شالوم
شالوم ممثل كوميدي مصري يهودي ولد في 8 نوفمبر 1900 وتوفي في روما في 12 يوليو 1973م. لمع في الثلاثينات من خلال مجموعة أفلام أخرجها له توجو مزراحي. كوّن ثنائي باسم «شالوم وعبده» ثم تكرر ظهوره في الأفلام الكوميدية باسمه الحقيقى وهي كلها أفلام اعتمدت قصصها على موضوعات كوميدية وطريفة.
كان هو الممثل المصري الأول الذي سميت أفلامه باسمه الحقيقى، والممثل الثاني كان إسماعيل ياسين.

## فيلموجرافيا
- الرياضي (1937)...شالوم (بائع فول).
- العز بهدلة (1937)...شالوم (بائع ورق يانصيب).
- شالوم الترجمان (1935).
- المندوبان (1934).
- 05001 (1932).
- الكوكايين (الهاوية) (1930).